# Jan Cox

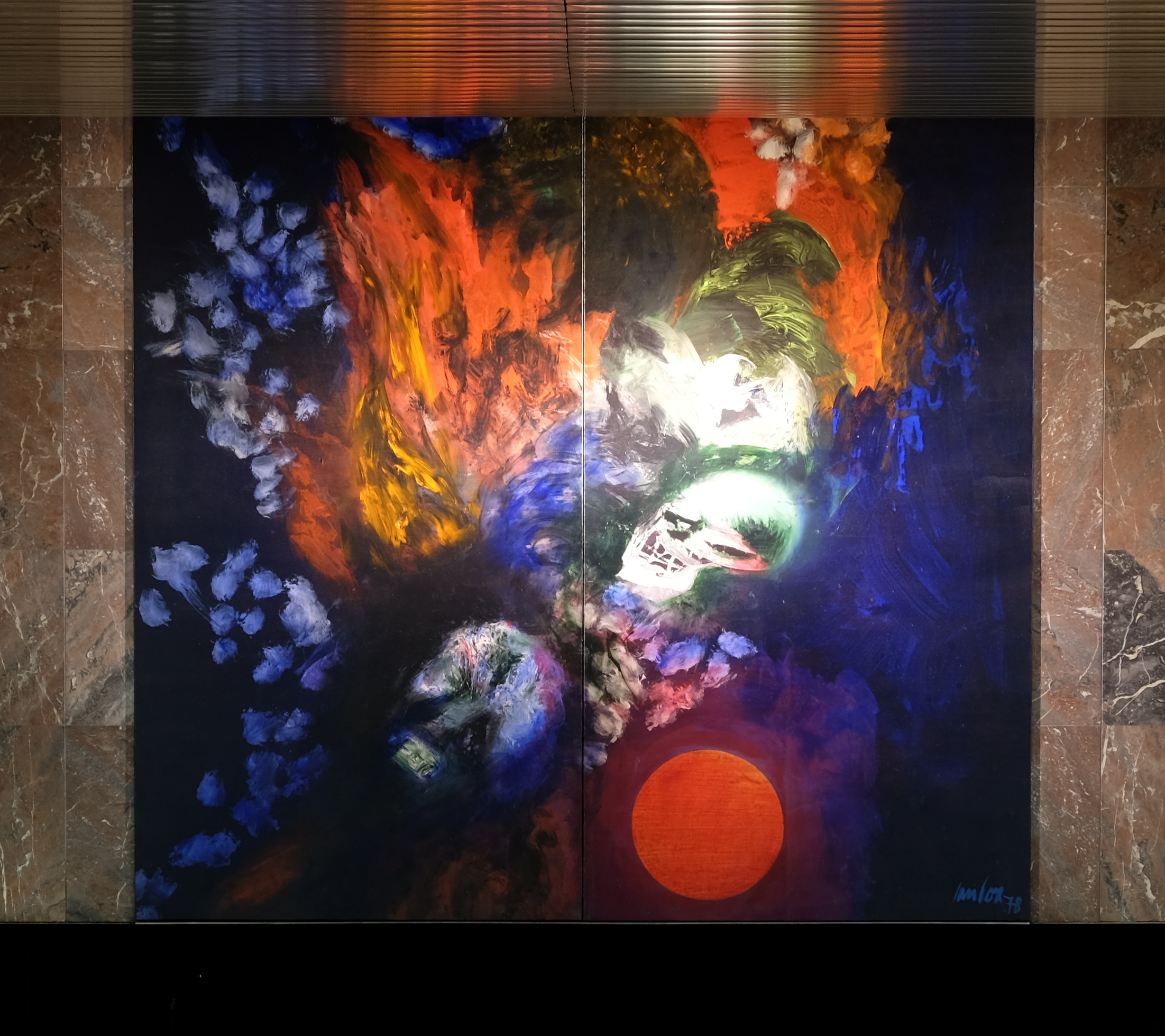
The fall of Troy von Jan Cox, Metro Brüssel

Jan Cox (* 27. August 1919 in Den Haag; † 7. Oktober 1980 in Antwerpen) war ein niederländisch-belgischer Maler.

## Leben und Werk
Jan Cox zog 1944 nach Brüssel und war 1945 Gründungsmitglied der Künstlervereinigung La Jeune Peinture Belge. Er arbeitete im Umfeld der CoBrA-Bewegung. 1953 stellte er auf der Biennale von São Paulo aus. 1956 ging Cox in die Vereinigten Staaten und verbrachte dort 18 Jahre. Er leitete ab 1956 die Abteilung für Malerei an der School of the Museum of Fine Arts in Boston. In Boston fertigte er einen Bilderzyklus zu Orpheus. 1974 zog er nach Antwerpen und stellte 1975 den Bilderzyklus zu Homers Ilias fertig.
1984 wurden Arbeiten von Jan Cox auf der 41. Biennale di Venezia gezeigt.
In der Metro Brüssel ist an der Station Herrmann-Debroux die Malerei The fall of Troy von Jan Cox zu sehen.